# هزارتوی هیولا
هزارتوی هیولا (به انگلیسی: The Maze of the Beast) جلد ششم مجموعهٔ هشت جلدی « در جستجوی دلتورا»، اثر امیلی رودا(جنیفر روو) نویسنده استرالیایی است.